# Münchner Gitarrenquartett
Das Münchner Gitarrenquartett war ein 1910 von Heinrich Albert in Anlehnung an das klassische Streichquartett gegründetes Ensemble von Gitarren in verschiedenen Tonlagen – zwei Terzgitarren sowie je eine Prim- und Quintbassgitarre.

## Geschichte
Das Münchner Gitarrenquartett spielte in den ersten Jahrzehnten des 20. Jahrhunderts eine gewichtige Rolle im Münchener Musikleben. Bis 1914 konzertierte das Quartett erfolgreich mit Terz-, Prim- und Quintbassgitarre. Nach dem Ersten Weltkrieg formierte sich das Ensemble neu unter dem bekannten Gitarristen und Gitarrenbauer Hermann Hauser (1. Terzgitarre) sowie mit Fritz Buek (2. Terzgitarre), Mela Feuerlein (Primgitarre) und Hans Tempel (Quintbassgitarre). „Die Konzerttätigkeit des Quartetts wurde erst durch die politischen Veränderungen Anfang der Dreißiger Jahre verlangsamt und schließlich beendet.“
Der Ursprung dieser farbenreichen Quartettbesetzung lag in der Lautenpraxis der Renaissance. In Ensembles mit mehr als zwei Spielern spielte man hier mit unterschiedlich hoch gestimmten Lauten. Diese Praxis fand Fortsetzung in der Duoliteratur des 19. Jahrhunderts beispielsweise von Anton Diabelli und Joseph Caspar Mertz. Diese beiden Komponisten verwendeten fast immer für die erste Stimme eine Terzgitarre. Das Münchner Gitarrenquartett griff diese Praxis auf und repräsentierte den musikalischen Anspruch der Internationalen Gitarristischen Vereinigung nach außen. Nach Werken von Heinrich Albert inspirierte dieses Quartett andere Komponisten wie Matthäus Roemer oder Georg Stöber, Werke für eine solche Besetzung zu schreiben.

## Aktuelle Situation
Diese Gitarrentradition wurde nach dem kriegsbedingten Ende des Münchner Gitarrenquartettes in Deutschland de facto nicht mehr weiter geführt. Erst das Neue Münchner Gitarrenensemble mit Andreas Stevens, Ute Koch, Michael Koch und Michael Andreas Haas griff um 2007 diesen Traditionstrang wieder auf. Dieses Ensemble erhielt anlässlich seiner Gründung 2007 von der Hermann Hauser Guitar Foundation (München) vier Originalinstrumente, die schon das Münchner Gitarrenquartett gespielt hatte. Dieses Neue Münchner Gitarrenensemble trat erstmals am 23. November 2008 im Deutschen Museum in München mit Stücken des ursprünglichen Münchner Gitarrenquartetts in dessen Tradition ein.
Dieter Kreidler und Johannes Tappert haben sich in folgend genannter Artikelserie in der Zeitschrift des Bundes deutscher Zupfmusiker für die Reetablierung dieser Gitarrentradition in Deutschland starkgemacht:
- Johannes Tappert: Neue Impulse für das Ensemblespiel mit Gitarren – Einführung. Aufbruch in neue Klangdimensionen mit Oktav-, Terz- und Quintbassgitarre. In: Auftakt. 2/15.
- Rainer Stelle: 100 Jahre musizieren mit Terz-, Prim- und Quintbassgitarre in Deutschland. In: Auftakt. 4/15.
- Andreas Stevens: Neue Klänge mit alten Instrumenten. Das Neue Münchner Gitarrenensemble, ein Klangkörper zwischen Rückblick und zeitgenössischer Musikschule. In: Auftakt. 2/16.

## Für das Münchner Gitarrenquartett komponierte Werke
- Heinrich Albert: Quartett Nr. 1 F-Dur (1911) für 2 Terz-, Prim- und Quintbaßgitarre
- Matthäus Roemer: Divertimento (Eine Unterhaltungsmusik) in 5 Sätzen (1924) für Terz-, 2 Prim- und Quintbaßgitarre
- Ferdinand Rebay: Quartett g-Moll (1925) für Terz-, 2 Prim- und Quintbaßgitarre